# Towcester
Towcester – miasto i civil parish w Wielkiej Brytanii, w Anglii, w regionie East Midlands, w hrabstwie Northamptonshire, w dystrykcie (unitary authority) West Northamptonshire. Leży nad rzeką Tove, 14,3 km na południe od miasta Northampton i 92,3 km na północny zachód od Londynu. W 2001 roku miasto liczyło 8073 mieszkańców. W 2011 roku civil parish liczyła 9252 mieszkańców. Towcester zostało wspomniane w Domesday Book (1086) jako Touecestre.